# Ministro extraordinario de la Sagrada Comunión
El Ministro extraordinario de la Sagrada Comunión es un laico comprometido con la Iglesia católica para asistir en algunas de las necesidades de la Iglesia en donde no haya un sacerdote o diácono.
Este oficio se estipula en el canon 230 del derecho canónico en su párrafo tercero que indica:

Donde lo aconseje la necesidad de la Iglesia y no haya ministros, pueden los laicos, aunque no sean lectores ni acólitos, suplirles en algunas de sus funciones, es decir, ejercitar el ministerio de la palabra, presidir las oraciones litúrgicas, administrar el bautismo y dar la sagrada Comunión según la prescripción del derecho”.
Derecho Canónico

Se introdujo la figura de Ministro extraordinario con motivo de la reforma litúrgica posterior al Concilio Vaticano II en 1973, mediante la Instrucción Immensae caritatis de la Sagrada Congregación para la Disciplina de los Sacramentos, de 29 de enero de 1973. Actualmente está recogida en el canon 910 párrafo 2.
En el canon 231 se establece: para ejercer este ministerio se requiere de la debida formación, conciencia y generosidad. 

## Casos de necesidad de un Ministro Extraordinario
La utilización de un Ministro extraordinario se hace exclusivamente cuando el Sacerdote o Diácono por razones de cantidad de fieles y de tiempo o por enfermedad así lo estipule. También el Obispo o párroco puede enviar un Ministro extraordinario a cualquier comunidad por falta de Sacerdote o Diácono.
Se establece de forma específica los casos en que exista necesidad en el documento pontificio Immensae caritatis que dicta:
- Que no haya sacerdote, diácono o acólito que pueda repartir la comunión.
- Que habiéndolos, no puedan administrar la comunión por impedírselo otro ministerio pastoral, o la falta de salud o la edad avanzada.
- Que sean tantos fieles los que pidan la comunión que sería preciso alargar demasiado la Misa o la distribución de la comunión fuera de ella.